# Drewniczkowate
Drewniczkowate (Schizoporaceae Jülich) – rodzina grzybów należąca do rzędu szczeciniakowców (Hymenochaetales).

## Systematyka
Pozycja w klasyfikacji według Index Fungorum: Schizoporaceae, Hymenochaetales, Incertae sedis, Agaricomycetes, Agaricomycotina, Basidiomycota, Fungi.
Według aktualizowanej klasyfikacji Index Fungorum bazującej na Dictionary of the Fungi do rodziny tej należą rodzaje:
- Alutaceodontia (Parmasto) Hjortstam & Ryvarden 2002
- Echinoporia Ryvarden 1980
- Fasciodontia Yurchenko & Riebesehl 2020
- Fibrodontia Parmasto 1968
- Leucophellinus Bondartsev & Singer 1944
- Lyomyces P. Karst. 1881
- Paratrichaptum Corner 1987
- Poriodontia Parmasto 1982
- Schizopora Velen. 1922 – drewniczka
- Xylodon (Pers.) Gray 1821

Nazwy polskie według W. Wojewody z 2003 r.